# Barbie au bal des douze princesses
Série Barbie
Le Journal de Barbie
(2006) Barbie Fairytopia : Magie de l'arc-en-ciel
(2007)
Pour plus de détails, voir Fiche technique et Distribution.
Barbie au bal des douze princesses (Barbie in The Twelve Dancing Princesses) est un long métrage d’animation américano-canadien réalisé par Greg Richardson, distribué directement en vidéo en 2006.

## Synopsis
Dans le château de leur père, le roi, la princesse Geneviève (Barbie) et ses onze sœurs, l'aînée Ashlyn (la musicienne), Blair (la cavalière), Courtney (la grande lectrice), Delia et Edeline (les sportives), Fallon (la romantique), les jumelles Hadley et Isla (les échassières) et les triplées Janessa (la peintre), Kathleen (l'entomologiste) et Lacey (la benjamine) vivent dans la joie et l’insouciance. Mais le roi, qui est veuf, fait venir sa cousine, la duchesse Rowena, auprès de lui afin qu’elle prenne en charge l’éducation des douze princesses, ses filles. Elles doivent bientôt renoncer à tout ce qui leur faisait plaisir, comme le chant, le croquet mais surtout la danse. C’est alors que leur père, le roi, tombe malade, et l’avenir leur paraît de plus en plus sombre.
Le jour de l'anniversaire des triplés Janessa, Kathleen et Lacey (les trois petites dernières), Geneviève leur donne un exemplaire à chacune du livre préféré de leur défunte mère. Geneviève découvre alors un passage secret, au milieu de leur chambre où elles sont enfermées, qui leur permet d'accéder à un monde magique où tous les vœux sont exaucés. Mais tôt ou tard elles devront revenir à la vie réelle et affronter les difficultés en sachant qu'elles ne peuvent venir dans le monde magique que trois fois.

## Fiche technique
- Titre original : Barbie in The Twelve Dancing Princesses
- Titre : Barbie au bal des douze princesses
- Réalisation : Greg Richardson
- Scénario : Cliff Ruby et Elana Lesser, librement adapté du conte des Frères Grimm
- Direction artistique : Walter P. Martishius
- Musique : Arnie Roth, basée sur des thèmes de Felix Mendelssohn
- Production : Jesyca C. Durchin, Jennifer Twiner McCarron et Shea Wageman ; Kim Dent Wilder et Rob Hudnut (exécutifs)
- Société de production : Mattel Entertainment, Mainframe Entertainment
- Société de distribution : Universal Studios Home Entertainment
- Pays : États-Unis, Canada
- Langue d'origine : anglais
- Format : couleur - son stéréo
- Genre : animation
- Durée : 81 minutes
- Dates de sortie : 
  - États-Unis : 19 septembre 2006
  - France : 2 novembre 2006[2]

Sources : Générique du DVD, IMDb

## Distribution
| - Kelly Sheridan : Geneviève - Catherine O'Hara : Duchesse Rowena - Nicole Oliver : Ashlyn / Twyla - Jennifer Cooper : Blair - Lalainia Lindberg : Courtney - Kathleen Barr : Delia - Chiara Zanni : Edeline - Adrienne Carter : Fallon - Ashleigh Ball : Hadley / Isla - Britt McKillip : Janessa - Mady Capozzi : Kathleen - Chantal Strand : Lacey - Shawn MacDonald : Derek - Christopher Gaze : roi Randolph - Peter Kelamis : Brutus / Sentinelle - Gabe Khouth : Félix - Garry Chalk : Desmond - Mark Oliver : le majordome royal / Fabian / Sentinelle Garde - David Kaye : le médecin royal / Sentinelle - Jonathan Holmes : l'ambassadeur - Melissa Lyons : les princesses (chant) - Cassidy Ladden : chanteuse solo (Shine) | - Julie Zenatti : Geneviève - Ninou Fratellini : Duchesse Rowena - Pauline de Meurville : Ashlyn - Catherine Desplaces : Twyla - Véronique Volta : Blair - Victoire Theismann : Courtney - Virginie Ledieu : Delia - Barbara Beretta : Edeline - Aurélia Bruno : Fallon - Nathalie Müller : Hadley - Laurence Sacquet : Isla - Marie-Charlotte Leclaire : Janessa - Lucile Boulanger : Kathleen - Anouck Hautbois : Lacey - Franck Tordjman : Derek - Arnaud Arbessier : roi Randolph - Sébastien Desjours : Brutus - Jean-Claude Montalban : Félix |

Source : Générique du DVD

## Musique du film
Le film comprend deux chansons originales, Barbie in The 12 Dancing Princesses Theme et Shine (Et tu danses en version française) ainsi que des extraits d’œuvres classiques et de musique traditionnelle : 
- les symphonies n° 3 en la mineur « Écossaise », op. 56 et n° 4 en la majeur « Italienne », op. 90 et du Songe d’une nuit d’été Op.61 de Felix Mendelssohn, interprétés par le Czech Philharmonic Orchestra ;
  - le Sacerdote Domini de William Byrd, interprété par le Occidental College Women's Glee Club ;
  - le morceau que Derek joue à la flute, baptisé Derek's Tune, et la Chanson d'anniversaire sont inspirés de musiques traditionnelles.

## Autour du film
Créée en 1959, la poupée Barbie est à l'origine de nombreux produits dérivés. Elle a également inspiré plusieurs films. Barbie au bal des douze princesses est sorti la même année que Barbie Mermaidia et Le Journal de Barbie, et sera suivi en 2007 par Barbie Magie de L'arc-en-ciel (3e volet de Fairytopia) et Barbie, princesse de l'Île merveilleuse.
Le scénario s’inspire d'un conte des frères Grimm, Le Bal des douze princesses, et les chorégraphies ont été réalisées par Peter Martins.
Ce film a fait l’objet d’une adaptation en jeu vidéo : Barbie au bal des douze princesses sur Windows, 
PlayStation 2, Game Boy Advance et Nintendo DS. Sur le site Jeuxvideo.com, il a reçu les notes de 6/20 sur PC et de 8/20 sur Game Boy Advance.

## Distinctions

### Nominations
- Daytime Emmy Awards 2007[3]: Meilleure chanson originale (programme pour enfants ou animation) pour Shine
- Leo Awards 2007 : Best Animation Program or Series
- Leo Awards 2007 : Best Direction/Storyboarding in an Animation Program or Series pour Greg Richardson